# Inscriptions ogham

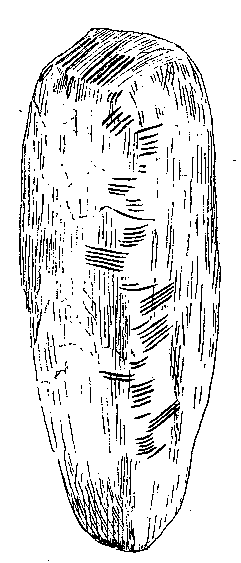
L'inscription CIIC 504.

Les inscriptions ogham sont un ensemble d'environ 350 textes écrits en alphabet ogham sur des monuments de pierre, datant des Ve et VIe siècles pour les plus anciens. Elles se trouvent disséminées sur les côtes de la mer d'Irlande. Elles transcrivent en majorité de l'ancien irlandais (en) et parfois du picte. 

## Système de numérotation
Plusieurs systèmes de numérotation sont utilisés pour référencer les inscriptions ogham.
Le plus répandu est le Corpus Inscriptionum Insularum Celticarum (CIIC), proposé par Macalister en 1945. Les numéros CIIC vont de 1 à 507 : ils comprennent 344 inscriptions gaéliques ogham, mais également des inscriptions latines et runiques. Trois autres inscriptions ont été ajoutées à ce système en 1949.
Un autre système de numérotation est celui du Celtic Inscribed Stones Project (CISP), basé sur l'emplacement des pierres. Le CISP comprend 351 références : les 344 inscriptions gaéliques ogham connues de Macalister (en Irlande et sur l'île de Man), et sept autres inscriptions découvertes plus tard.

## Types d'inscriptions
Les inscriptions peuvent être divisées en spécimens « orthodoxes » et « scolastiques ». Les inscriptions « orthodoxes » datent des Ve et VIe siècles (époque primitive irlandaise) ; il s'agit généralement du nom d'un individu, inscrit soit sur un cénotaphe ou une pierre tombale, soit sur un monument documentant la propriété foncière. Les inscriptions « scholastiques » remontent à la période médiévale.  

## Répartition géographique

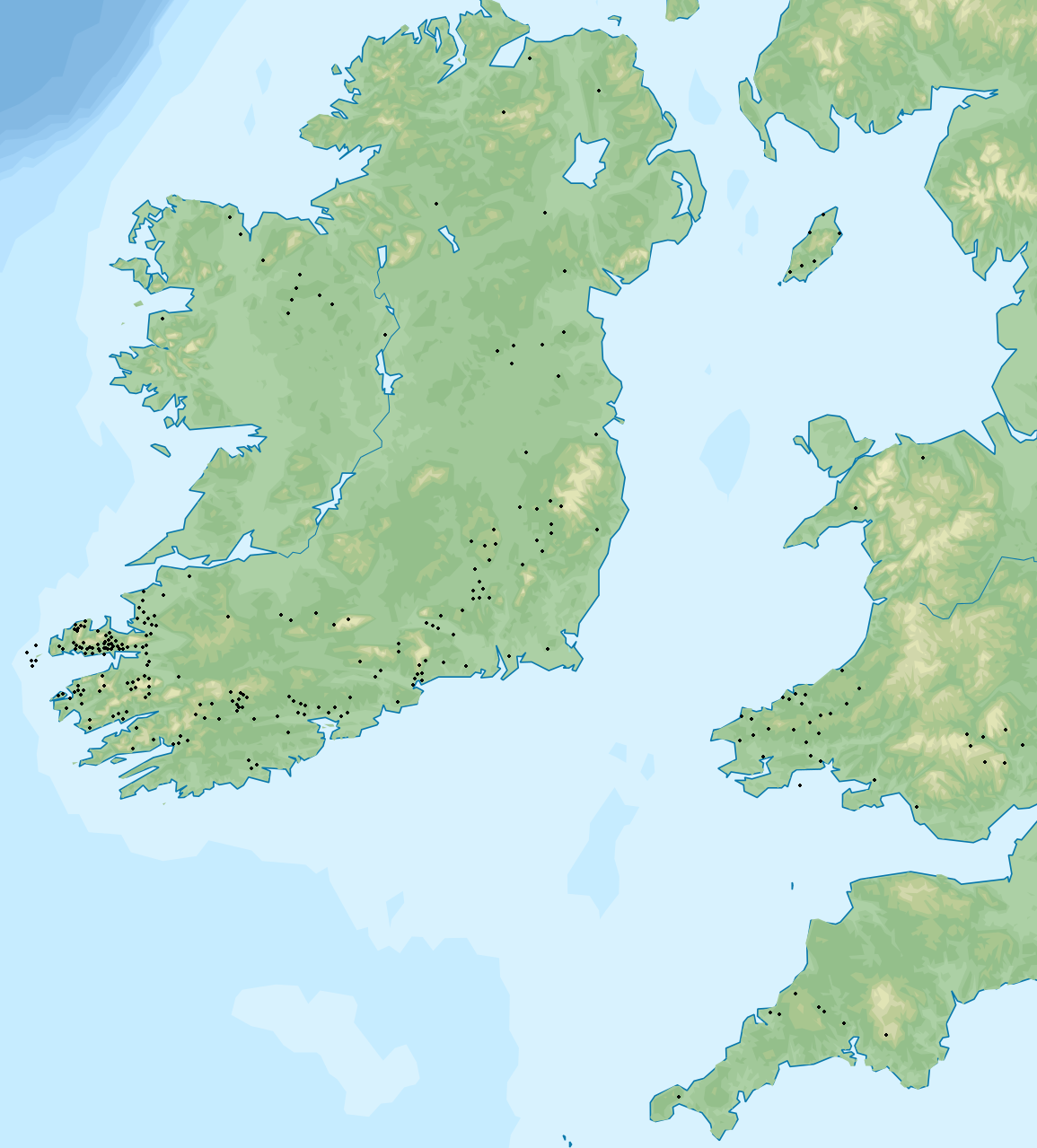
Irlande avec un relevé (points noirs) des inscriptions ogham

La grande majorité des inscriptions ogham qui subsistent s'étendent en arc de cercle depuis le comté de Kerry (en particulier le territoire de l'ancien royaume de Corcu Duibne (en)) dans le sud de l'Irlande jusqu'à Dyfed dans le sud du Pays de Galles. Les autres se trouvent principalement dans le sud-est de l'Irlande, l'est et le nord de l'Écosse, l'île de Man et l'Angleterre à la limite entre Devon et Cornouailles.  